# Peter Hegemann
Peter Hegemann (Münster, 11 de dezembro de 1954) é um biofísico alemão, professor da Universidade Humboldt de Berlim.

## Vida
Hegemann estudou química em Münster e Munique, obtendo um doutorado em Munique em 1984 com a tese Halorhodopsin, die lichtgetriebene Chloridpumpe in Halobacterium halobium. Untersuchungen zur Struktur und Funktion. De 1984 a 1985 foi pós-doutorando no grupo de trabalho de Dieter Oesterhelt em Munique e de 1985 a 1986 trabalhando com K. W. Foster na Universidade de Syracuse, Estados Unidos. Desde 1986 foi diretor de um grupo de trabalho na seção de bioquímica de membranas no Instituto Max Planck de Bioquímica. Foi catedrática da Universidade de Regensburg, antes de ser chamado em 2004 para a Universidade Humboldt de Berlim.

## Condecorações selecionadas
- 2010 Prêmio Wiley de Ciências Biomédicas, com Georg Nagel e Ernst Bamberg[2]
- 2010 Prêmio Karl Heinz Beckurts, com Georg Nagel e Ernst Bamberg[3]
- 2012 Prêmio Zülch
- 2012 Membro da Academia Leopoldina
- 2013 Prêmio Gottfried Wilhelm Leibniz
- 2013 Prêmio Louis Jeantet, com Georg Nagel
- 2013 Prêmio Brain[1]
- 2014 Membro da Organização Europeia de Biologia Molecular ("European Molecular Biology Organization - EMBO"[4]
- 2014 Membro da Academia das Ciências de Berlim
- 2014 Membro da Deutsche Akademie der Technikwissenschaften
- 2015 Prêmio Berlim de Ciências[5]
- 2016 Prêmio de Ciências Hector[6]